# Poltys longitergus
Poltys longitergus är en spindelart som beskrevs av Henry Roughton Hogg 1919. Poltys longitergus ingår i släktet Poltys och familjen hjulspindlar. Inga underarter finns listade i Catalogue of Life.